# Ichneumon gratus
Ichneumon gratus är en stekelart som beskrevs av Wesmael 1855. Ichneumon gratus ingår i släktet Ichneumon och familjen brokparasitsteklar. Arten är reproducerande i Sverige. Inga underarter finns listade i Catalogue of Life.